# REP15
REP15 (англ. RAB15 effector protein) – білок, який кодується однойменним геном, розташованим у людей на 12-й хромосомі. Довжина поліпептидного ланцюга білка становить 236 амінокислот, а молекулярна маса — 26 571.
| 10         |  | 20         |  | 30         |  | 40         |  | 50         |
| ---------- |  | ---------- |  | ---------- |  | ---------- |  | ---------- |
| MGQKASQQLA |  | LKDSKEVPVV |  | CEVVSEAIVH |  | AAQKLKEYLG |  | FEYPPSKLCP |
| AANTLNEIFL |  | IHFITFCQEK |  | GVDEWLTTTK |  | MTKHQAFLFG |  | ADWIWTFWGS |
| NKQIKLQLAV |  | QTLQMSSPPP |  | VESKPCDLSN |  | PESRVEESSW |  | KKSRFDKLEE |
| FCNLIGEDCL |  | GLFIIFGMPG |  | KPKDIRGVVL |  | DSVKSQMVRS |  | HLPGGKAVAQ |
| FVLETEDCVF |  | IKELLRNCLS |  | KKDGLREVGK |  | VYISIL     |  |            |

A: Аланін

C: Цистеїн

D: Аспарагінова кислота

E: Глутамінова кислота

F: Фенілаланін

G: Гліцин

H: Гістидин

I: Ізолейцин

K: Лізин

L: Лейцин

M: Метіонін

N: Аспарагін

P: Пролін

Q: Глутамін

R: Аргінін

S: Серин

T: Треонін

V: Валін

W: Триптофан

Кодований геном білок за функцією належить до ліпопротеїнів. 
Локалізований у мембрані, ендосомах.